# Barbara Steiner

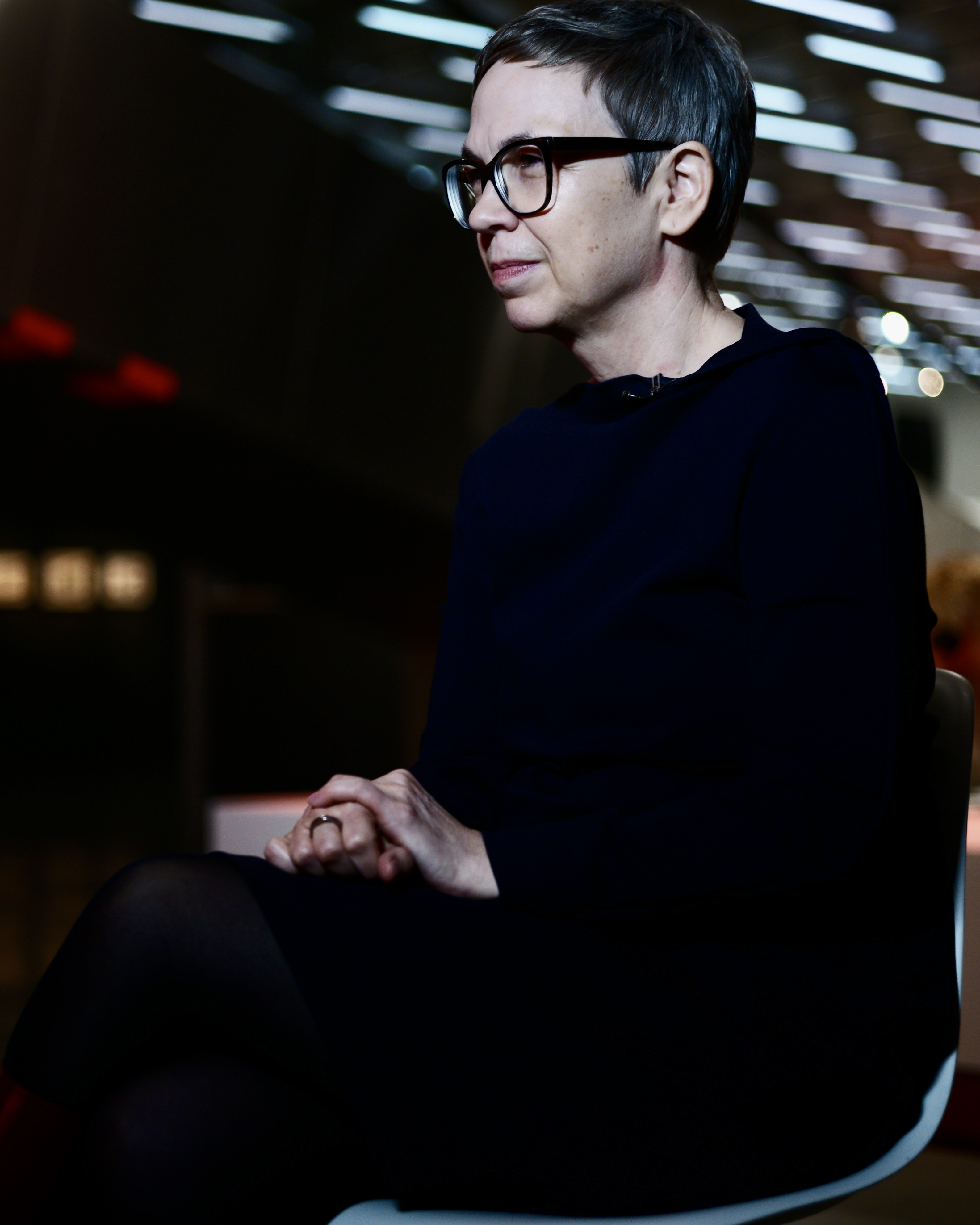
Barbara Steiner (2019)

Barbara Steiner (geboren 1964 in Dörfles, Niederösterreich) ist eine österreichische Kunsthistorikerin, Kuratorin, Autorin und Herausgeberin. Steiner ist die Direktorin der Stiftung Bauhaus Dessau. Von 2001 bis 2011 war sie Direktorin der Galerie für Zeitgenössische Kunst Leipzig und von 2016 bis 2021 Direktorin des Kunsthauses Graz.

## Leben
Barbara Steiner wurde 1964 in Dörfles, Niederösterreich, geboren. Sie schloss 1984 die Ortweinschule in Graz ab, studierte Kunstgeschichte an der Universität Wien und absolvierte ein Postgraduiertenstudium in Museums- und Kuratorenkunde an der Niederösterreichischen Landesakademie in Krems an der Donau.
Steiner begann ihre kuratorische Tätigkeit in Deutschland und Österreich in den 1990er Jahren. Sie schrieb 1990 den ersten Text über den Künstler Erwin Wurm. Steiner organisierte die Ausstellung Backstage: Topologie der Gegenwartskunst im Kunstverein in Hamburg 1993 mit Stephan Schmidt-Wulffen und kuratierte 1994 Lost Paradise im Kunstraum Wien, wo Werke von Jeremy Deller, Liam Gillick, Jorge Pardo, Philippe Parreno und Rirkrit Tiravanija gezeigt wurden. Lost Paradise wurde 2008 im Guggenheim in einer Ausstellung und einer Publikation mit dem Titel theanyspacewhatever wieder aufgegriffen. In den späten 1990er Jahren leitete Steiner Kunstvereine in Ludwigsburg und Wolfsburg und arbeitete mit Künstlern wie Angela Bulloch, Ólafur Elíasson, Liam Gillick, Karen Kilimnik und Philippe Parreno zusammen.
Von 2001 bis 2011 war Steiner Direktorin der Leipziger Galerie für Zeitgenössische Kunst (GfZK). Steiner stellte sowohl aufstrebende als auch etablierte Künstler wie Jun Yang und Deimantas Narkevičius, sowie Rosemarie Trockel, Sarah Morris, Ólafur Elíasson, Jorge Pardo und Neo Rauch aus.
Steiners kontroversestes Programm während ihrer Amtszeit an der GfZK war Carte Blanche (2008–2010). Sie lud elf Unternehmen, private Sammler und kommerzielle Galerien ein, ihre eigenen Ausstellungen im Museum zu kuratieren und zu finanzieren, was eine Debatte über die konkurrierenden Einflüsse von privatem Interesse und öffentlichem Vertrauen in die zeitgenössische Kunst auslöste.
Im Jahr 2012 übernahm Steiner die künstlerische Leitung von Europe (to the power of), einem transnationalen Projekt in Zusammenarbeit mit dem Goethe-Institut, das Ausstellungen in mehreren Städten in Westeuropa, Osteuropa, China und Taiwan realisierte. Sie organisierte die Ausstellung Friends and Accomplices im Künstlerhaus Wien (2014) und im Bund Deutscher und Österreichischer Künstlerinnenvereine (2015).
Im Jahr 2016 wurde Steiner zur Direktorin des Kunsthauses Graz ernannt, wo sie zur Zusammenarbeit mit Künstlern, Designern und Kollektiven wie Niels Jonkhans, Oliver Klimpel, Topotek 1 und Superflex einlud. 2018 ko-kuratierte Steiner die Ausstellung Congo Stars mit 70 kongolesischen Künstlern. 2017 stellte Steiner Kōki Tanaka aus, 2019 Jun Yang, und 2017 und 2020 Haegue Yang.
Seit dem 1. September 2021 ist Steiner Direktorin und Vorstand der Stiftung Bauhaus Dessau.

## Werke
- mit Martin Grabner, Dirk Raith, Steven Zultanski: Dieses Buch hat einen Billigpreis von € 9. Ausstellungskatalog. Hrsg.: Barbara Steiner. VfmK Verlag für moderne Kunst, Wien 2022, ISBN 978-3-903572-75-1 (d-nb.info).
- mit Martin Grabner, Dirk Raith, Steven Zultanski: Dieses Buch hat einen ehrlichen Preis von € 150. Ausstellungskatalog. Hrsg.: Barbara Steiner. VfmK Verlag für moderne Kunst, Wien 2022, ISBN 978-3-903572-77-5 (d-nb.info).
- mit Martin Grabner, Dirk Raith, Steven Zultanski: Dieses Buch hat einen Marktpreis von € 28. Ausstellungskatalog. Hrsg.: Barbara Steiner. VfmK Verlag für moderne Kunst, Wien 2022, ISBN 978-3-903572-76-8 (d-nb.info).
- mit Grzonka, Patricia; Stange, Raimar; Wellmann, Marc; Ziaja, Luisa: Anna Meyer - Hopesters. Ausstellungskatalog. VfmK Verlag für moderne Kunst, Wien 2021, ISBN 978-3-903572-11-9 (englisch, deutsch, d-nb.info).
- mit Daniel Farinotti, Markus Jeschaunig: Nebel, Wasser, Eis = Fog, water, ice / Markus Jeschaunig. Ausstellungskatalog. Verlag der Buchhandlung Walther und Franz König, Köln 2021, ISBN 978-3-7533-0234-8 (deutsch, englisch, d-nb.info).
- Kunst = Handwerk : zwischen Tradition, Diskurs und Technologien. Ausstellungskatalog. Verlag für moderne Kunst GmbH, Wien 2019, ISBN 978-3-903320-30-7 (d-nb.info).
- mit Karl Baier, Wolfgang Müller-Funk: Leo Zogmayer - Reden schweigen wovon. Ausstellungskatalog. Schlebrügge.Editor, Wien 2019, ISBN 978-3-903172-38-8 (deutsch, englisch, d-nb.info).
- mit Ewa Majewska: Common affairs : revisiting the VIEWS award - contemporary art from Poland. Ausstellungskatalog. Hatje Cantz, Stuttgart 2016, ISBN 978-3-7757-4147-7 (d-nb.info).
- Veronika Dirnhofer: paintings + ceramics. Bildband. Verlag für moderne Kunst GmbH, Wien 2016, ISBN 978-3-903131-56-9 (deutsch, englisch, d-nb.info).